# Eventmarkedsføring
Events er forskellige typer af begivenheder og bruges inden for mange forskellige områder, ekselpelvis. i erhvervslivet, som aktiviteter til børn eller på kulturområdet. 
Events bruges som en kommunikations- og dialogform til opnåelse af ny viden, oplevelser og styrkelse af netværk. Gruppen som deltager, kan være større eller mindre afhængig af eventet og kan bruges som oplevelsesbaseret i teambuilding aktiviteter eller som ren og skær underholdning til polterabends.

## Eksempler på typer af events
Der findes forskellige former for events, f.eks.:
- Konferencer
- Seminarer
- Messer
- Informationsmøder
- Inspirationsmøder
- Gå-hjem-møder
- Foredrag
- Webinars